# Alberto di Sassonia (filosofo)
Alberto di Sassonia, o anche Alberto di Rickmersdorf (Rickmersdorf, 1316 – Halberstadt, 8 luglio 1390), è stato un filosofo e vescovo cattolico tedesco.

## Biografia

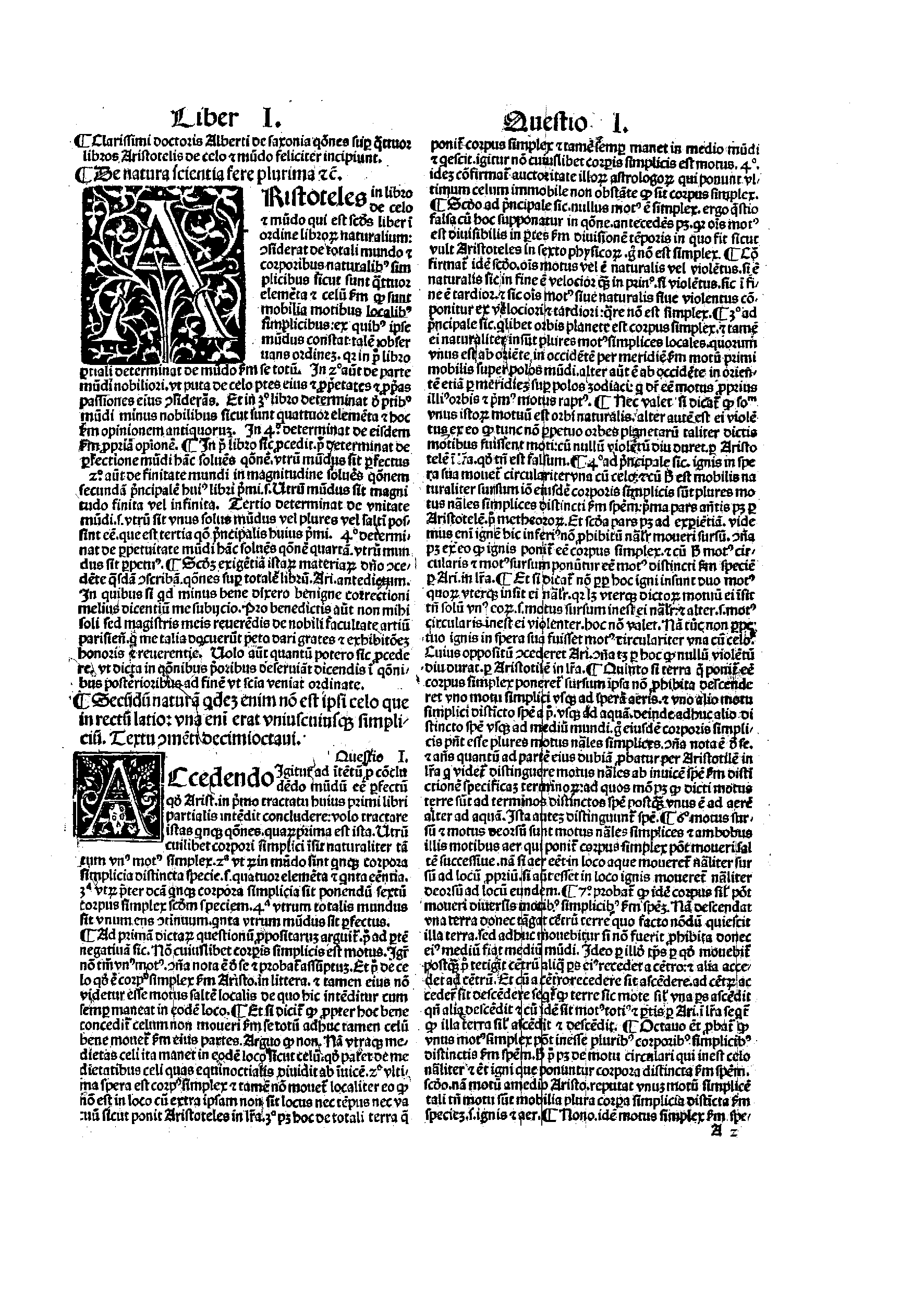
Questiones subtilissime, 1492

Studiò a Praga e alla Sorbona (Parigi), dove poi insegnò dal 1351 al 1362, diventandone rettore nel 1353. Spostatosi a Vienna, divenne il primo rettore di quella università nel 1365. L'anno seguente fu fatto Vescovo di Halberstadt, dove poi morì.
Si occupò di fisica (filosofia naturale) e di logica. Come fisico fu un sostenitore della teoria dell'impeto e si interessò del problema della gravità, e in particolare della caduta dei gravi. Commentò inoltre molti autori (Bradwardine, Guglielmo di Ockham, Nicola d'Oresme e altri). I suoi problemi di logica, nei quali sono esaminati centinaia di paradossi, sono molto fini e sono contenuti nel suo libro Sophismata; tra questi vi è un interessante paradosso dell'infinito.

## Opere
- Quaestiones circa Logicam
- Sophismata et Insolubilia et Obligationes
- Tractatus proportionum
- De latudinibus
- Perutilis Logica Magistri Alberti de Saxonia
- De latitudinibus formarum
- De maximo et minimo
- Tractatus proportionum
- De quadratura circuli

### Edizioni e traduzioni
- Le Quaestiones de sensu, attribuite a Nicola Oresme ed Alberto di Sassonia, edizione a cura di Jole Agrimi, Firenze, La nuova Italia, 1983.
- Expositio et Quaestiones in Aristotelis Physicam ad Albertum de Saxonia attributae, edizione critica di Benoît Patar, Louvain, Peeters, 1999.
- Alberti de Saxonia Quæstiones in Aristotelis De cælo, edizione critica di Benoît Patar, Louvain, Peeters, 2008.
- Albert of Saxony, Quaestiones circa Logicam: Twenty-Five Disputed Questions on Logic, traduzione di Michael J. Fitzgerald, Dallas Medieval Texts and Translations 9, Louvain, Peeters, 2010.

### Studi
- (FR) Joel Biard (ed.), Itinéraires d'Albert de Saxe. Paris Vienne au XIVe siècle Parigi, Vrin, 1991.
- Ludovico Geymonat (a cura di), Storia del pensiero filosofico e scientifico, Vol. I (L'antichità, il Medioevo), Cap. VII (Il dissolversi della scolastica: i fisici di Parigi), pp. Milano: Garzanti, I ed., 1970, pp. 574–6.